# Хорутани

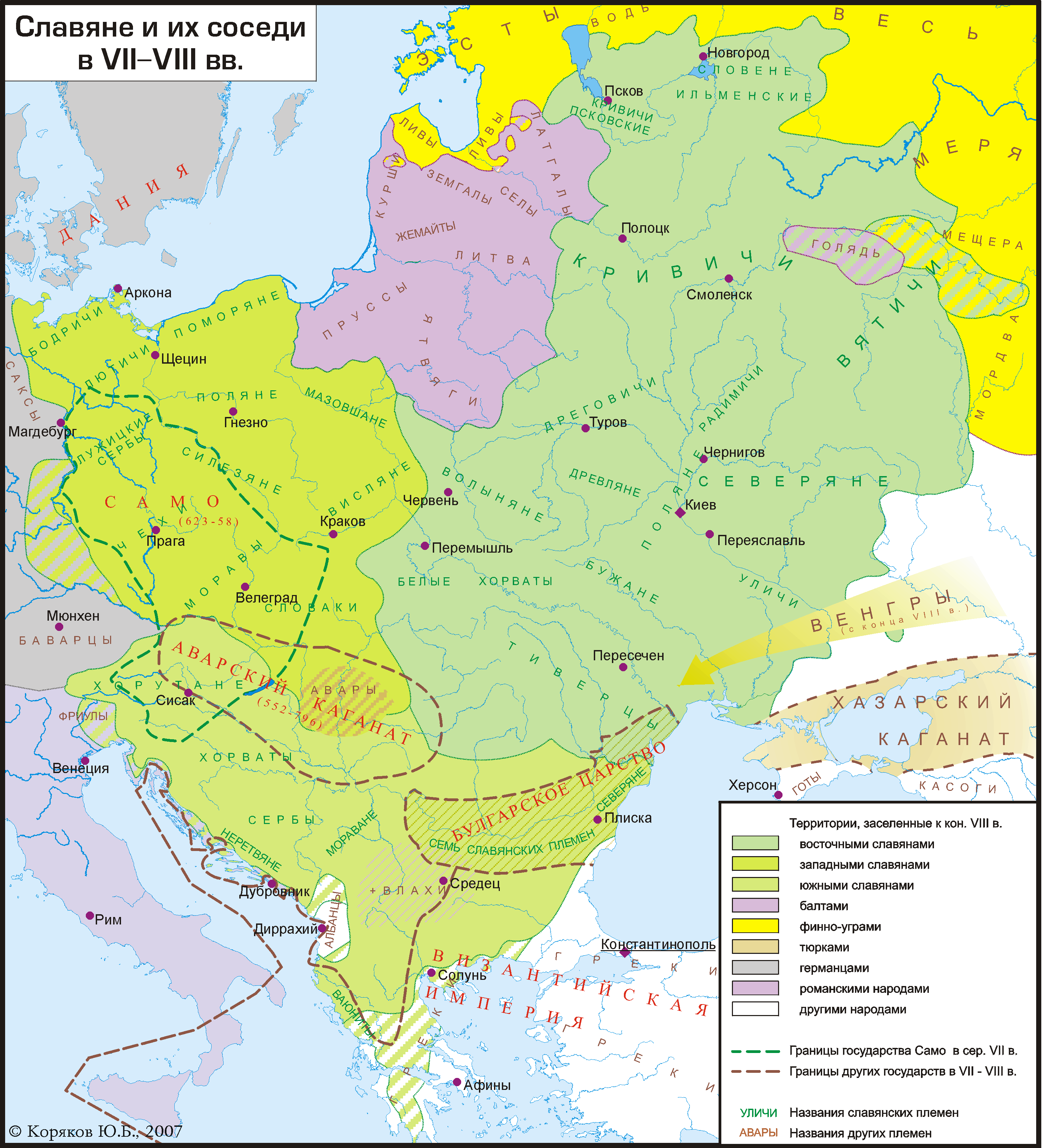
Хорутани на карті

Хорутани або Карантанці (лат. Carantani) — давньослов'янське плем'я, пращури словенців. Населяли території Каринтії, Штирії (сучасна Австрія), північ Словенії та західну Угорщину (західний берег Дунаю).

## Історія
Після розпаду Само, альпійськими слов'янами було створено Князівство Карантанія в Східних Альпах, яке було незалежним від близько 660 до близько 745 рр., коли воно потрапило під баварську зону впливу і згодом було включено в Франкську імперію. Спочатку знаходилися під аварським гнітом, потім попали під владу франків та баварців (з 745). В 796 князь Войномир бере участь у поході франків проти авар. В 800 прийняли християнство західного зразка. Це була перша слов'янська етнічна група, яка завдяки місіонерам з Зальцбурзької єпархії прийняли християнство. В середньовіччі йменувалися альпійськими слов'янами.

Хорутани згадуються Нестором:

| По довгих же часах сіли слов'яни по Дунаєві, де єсть нині Угорська земля і Болгарська. Од тих слов'ян розійшлися вони по Землі і прозвалися іменами своїми,— [од того], де сіли, на котрому місці. Ті, що, прийшовши, сіли по ріці на ймення Морава, і прозвалися моравами, а другі чехами назвалися. А се — ті самі слов'яни: білі хорвати, серби і хорутани. Коли ж волохи найшли на слов'ян на дунайських, і осіли між них, і чинили їм насильство, то слов'яни ті, прийшовши, сіли на Віслі і прозвалися ляхами. А від тих ляхів [пішли одні, що] прозвалися полянами, другі ляхи [прозвалися] лютичами, інші — мазовшанами, ще інші — поморянами [1] |.